# Mistrovství Evropy v plavání v krátkém bazénu 2023
Závody v plavání na mistrovství Evropy v krátkém 25 m bazénu za rok 2023 proběhly v plaveckém komplexu v Otopeni, Rumunsko ve dnech 5. až 10. prosince 2023.

## Česká stopa
Šéftrenér reprezentace: Petr Ryška, koordinátor reprezentace: Jaroslav Strnad, trenéři reprezentace: Petra Škábová (VICTORIA VSC), Dominik Vavřečka (VICTORIA VSC), Jan Kreník (Ústecká APS), Martin Kratochvíl (SCPA Pardubice), Jiří Vlček (KPSP Kometa Brno), Vlastimír Perna (PK Nový Jičín), Tomáš Baumrt (TJ Slávie Chomutov)
- Kristýna Horská (1997), VICTORIA VSC, PK Slávia VŠ Plzeň (tr. Petra Škábová) – 100 a 200 m prsa
- Barbora Janíčková (2000), VICTORIA VSC, SK UP Olomouc (tr. Dušan Viktorjeník) – 50, 100 a 200 m volný způsob
- Daryna Nabojčenko (2002), VICTORIA VSC, Ústecká APS (tr. Jan Kreník) – 50 m motýlek, 50 m volný způsob
- Barbora Seemanová (2000), VICTORIA VSC, SK Motorlet Praha/Zenta Pro Swimming (tr. Luka Gabrilo) – 100, 200 a 400 m volný způsob, 100 m motýlek
- Ondřej Gemov (1999), VICTORIA VSC, PK Slávia VŠ Plzeň (tr. Petra Škábová) – 200 m motýlek, 400 a 800 m volný způsob
- Daniel Gracík (2004), Olymp CSMV, SCPA Pardubice (tr. Martin Kratochvíl) – 50 a 100 m motýlek
- Miroslav Knedla (2005), VICTORIA VSC, PK Zlín (tr. Zdeněk Kasálek) – 50 a 100 m znak, 100 m polohový závod
- Vojtěch Netrh (2002), VICTORIA VSC, PK Litoměřice – 50, 100 a 200 m prsa
- Matěj Zábojník (2000), Olymp CSMV, KPSP Kometa Brno (tr. Jiří Vlček) – 50, 100 a 200 m prsa

## Výsledky

### Individuální disciplíny
| Muži                 | Zlato                                        | Zlato    | Stříbro                                        | Stříbro  | Bronz                                            | Bronz    |
| -------------------- | -------------------------------------------- | -------- | ---------------------------------------------- | -------- | ------------------------------------------------ | -------- |
| 50 m volný způsob    | Benjamin Proud (GBR)                         | 20,18    | Florent Manaudou (FRA) Szebasztián Szabó (HUN) | 20,74    | —                                                | —        |
| 100 m volný způsob   | Maxime Grousset (FRA)                        | 45,46    | Alessandro Miressi (ITA)                       | 45,51    | David Popovici (ROU)                             | 46,05    |
| 200 m volný způsob   | Matthew Richards (GBR)                       | 1:41,01  | James Guy (GBR)                                | 1:41,12  | Danas Rapšys (LTU)                               | 1:41,15  |
| 400 m volný způsob   | Daniel Wiffen (IRL)                          | 3:35,47  | Danas Rapšys (LTU)                             | 3:37,80  | Lucas Henveaux (BEL)                             | 3:37,91  |
| 800 m volný způsob   | Daniel Wiffen (IRL)                          | 7:20,46  | David Aubry (FRA)                              | 7:30,32  | Mychajlo Romančuk (UKR)                          | 7:31,20  |
| 1500 m volný způsob  | Daniel Wiffen (IRL)                          | 14:09,11 | David Aubry (FRA)                              | 14:21,78 | Mychajlo Romančuk (UKR)                          | 14:22,18 |
| 50 m znak            | Mewen Tomac (FRA)                            | 22,84    | Ole Braunschweig (GER)                         | 23,00    | Lorenzo Mora (ITA)                               | 23,10    |
| 100 m znak           | Mewen Tomac (FRA)                            | 49,72    | Yohann Ndoye-Brouard (FRA)                     | 49,96    | Lorenzo Mora (ITA) Thierry Bollin (SUI)          | 50,04    |
| 200 m znak           | Lorenzo Mora (ITA)                           | 1:48,43  | Luke Greenbank (GBR)                           | 1:48,53  | Mewen Tomac (FRA) Andrei Ungur (ROU)             | 1:48,55  |
| 50 m motýlek         | Noè Ponti (SUI)                              | 21,79    | Szebasztián Szabó (HUN)                        | 21,96    | Maxime Grousset (FRA)                            | 22,06    |
| 100 m motýlek        | Noè Ponti (SUI)                              | 48,47    | Maxime Grousset (FRA)                          | 49,00    | Jacob Peters (GBR)                               | 49,98    |
| 200 m motýlek        | Noè Ponti (SUI)                              | 1:49,71  | Alberto Razzetti (ITA)                         | 1:50,10  | Richárd Márton (HUN)                             | 1:52,12  |
| 50 m prsa            | Nicolò Martinenghi (ITA)                     | 25,66    | Simone Cerasuolo (ITA)                         | 25,83    | Emre Sakçı (TUR)                                 | 25,90    |
| 100 m prsa           | Arno Kamminga (NED)                          | 56,52    | Nicolò Martinenghi (ITA)                       | 56,57    | Caspar Corbeau (NED)                             | 56,66    |
| 200 m prsa           | Caspar Corbeau (NED)                         | 2:02,41  | Anton McKee (ISL)                              | 2:02,74  | Arno Kamminga (NED)                              | 2:03,32  |
| 100 m polohový závod | Bernhard Reitshammer (AUT)                   | 51,39    | Noè Ponti (SUI)                                | 51,62    | Andreas Vazajos (GRE)                            | 51,91    |
| 200 m polohový závod | Duncan Scott (GBR)                           | 1:50,98  | Alberto Razzetti (ITA)                         | 1:53,09  | Danas Rapšys (LTU)                               | 1:53,49  |
| 400 m polohový závod | Alberto Razzetti (ITA)                       | 3:57,01  | Duncan Scott (GBR)                             | 4:00,17  | Apostolos Papastamos (GRE)                       | 4:05,19  |
| Ženy                 | Zlato                                        | Zlato    | Stříbro                                        | Stříbro  | Bronz                                            | Bronz    |
| 50 m volný způsob    | Michelle Colemanová (SWE)                    | 23,52    | Béryl Gastaldellová (FRA)                      | 23,71    | Julie Jensenová (DEN)                            | 23,89    |
| 100 m volný způsob   | Béryl Gastaldellová (FRA)                    | 51,48    | Anna Hopkinová (GBR)                           | 51,66    | Freya Andersonová (GBR)                          | 52,10    |
| 200 m volný způsob   | Freya Andersonová (GBR)                      | 1:52,16  | Barbora Seemanová (CZE)                        | 1:52,66  | Freya Colbertová (GBR)                           | 1:54,07  |
| 400 m volný způsob   | Simona Quadarellaová (ITA)                   | 3:59,50  | Anastasija Kirpičnikovová (FRA)                | 3:59,59  | Valentine Dumontová (BEL)                        | 4:00,84  |
| 800 m volný způsob   | Anastasija Kirpičnikovová (FRA)              | 8:08,48  | Simona Quadarellaová (ITA)                     | 8:14,83  | Ajna Késelyová (HUN)                             | 8:18,73  |
| 1500 m volný způsob  | Anastasija Kirpičnikovová (FRA)              | 15:20,12 | Simona Quadarellaová (ITA)                     | 15:37,05 | Ajna Késelyová (HUN)                             | 15:51,34 |
| 50 m znak            | Kira Toussaintová (NED)                      | 25,82    | Louise Hanssonová (SWE)                        | 26,23    | Analia Pigréeová (FRA)                           | 26,28    |
| 100 m znak           | Kira Toussaintová (NED)                      | 55,88    | Medi Harrisová (GBR)                           | 56,81    | Mary-Ambre Moluhová (FRA)                        | 57,10    |
| 200 m znak           | Medi Harrisová (GBR)                         | 2:02,45  | Katie Shanahanová (GBR)                        | 2:03,22  | Pauline Mahieuová (FRA)                          | 2:03,90  |
| 50 m motýlek         | Anna Dudunakisová (GRE) Tessa Gieleová (NED) | 25,10    | —                                              | —        | Sara Juneviková (SWE)                            | 25,16    |
| 100 m motýlek        | Louise Hanssonová (SWE)                      | 55,37    | Angelina Köhlerová (GER)                       | 55,50    | Anna Dudunakisová (GRE)                          | 55,98    |
| 200 m motýlek        | Angelina Köhlerová (GER)                     | 2:03,30  | Helena Bachová (DEN)                           | 2:03,86  | Lana Pudarová (BIH)                              | 2:04,55  |
| 50 m prsa            | Benedetta Pilatová (ITA)                     | 28,86    | Eneli Jefimovová (EST)                         | 29,12    | Imogen Clarková (GBR) Jasmine Nocentiniová (ITA) | 29,41    |
| 100 m prsa           | Eneli Jefimovová (EST)                       | 1:03,21  | Benedetta Pilatová (ITA)                       | 1:03,76  | Tes Schoutenová (NED)                            | 1:04,04  |
| 200 m prsa           | Tes Schoutenová (NED)                        | 2:16,09  | Thea Blomsterbergová (DEN)                     | 2:19,54  | Kristýna Horská (CZE)                            | 2:19,63  |
| 100 m polohový závod | Charlotte Bonnetová (FRA)                    | 57,47    | Béryl Gastaldellová (FRA)                      | 57,67    | Louise Hanssonová (SWE)                          | 58,33    |
| 200 m polohový závod | Abbie Woodová (GBR)                          | 2:05,38  | Charlotte Bonnetová (FRA)                      | 2:06,58  | Lena Kreundlová (AUT)                            | 2:06,89  |
| 400 m polohový závod | Abbie Woodová (GBR)                          | 4:27,45  | Freya Colbertová (GBR)                         | 4:29,04  | Ellen Walsheová (IRL)                            | 4:29,64  |

### Štafety
| Muži                  | Zlato | Zlato   | Stříbro | Stříbro | Bronz | Bronz   |
| --------------------- | --- | ------- | --- | ------- | --- | ------- |
| 4×50 m volný způsob   | Spojené království (GBR) (Benjamin Proud, Matthew Richards, Alexander Cohoon, Lewis Burras, (r)Duncan Scott)                                               | 1:22,52 | Itálie (ITA) (Leonardo Deplano, Lorenzo Zazzeri, Thomas Ceccon, Alessandro Miressi, (r)Giovanni Izzo)                                                     | 1:23,14 | Řecko (GRE) (Kristian Golomeev, Sterjos Bilas, Apostolos Christu, Andreas Vazajos)                                                                                | 1:23,27 |
| 4×50 m polohový závod | Itálie (ITA) (Lorenzo Mora, Nicolò Martinenghi, Thomas Ceccon, Lorenzo Zazzeri, (r)Federico Poggio, (r)Giovanni Izzo)                                      | 1:30,78 | Spojené království (GBR) (Oliver Morgan, Archie Goodburn, Jacob Peters, Matthew Richards, (r)Jonathan Adam, (r)Edward Mildred, (r)Alexander Cohoon)       | 1:32,60 | Nizozemsko (NED) (Jesse Puts, Caspar Corbeau, Sean Niewold, Kenzo Simons, (r)Thom de Boer)                                                                        | 1:33,03 |
| Ženy                  | Zlato | Zlato   | Stříbro | Stříbro | Bronz | Bronz   |
| 4×50 m volný způsob   | Švédsko (SWE) (Sara Juneviková, Michelle Colemanová, Louise Hanssonová, Sofia Åstedtová, (r)Klara Thormalmová, (r)Hanna Bergmanová)                        | 1:35,60 | Itálie (ITA) (Silvia Di Pietrová, Costanza Cocconcelliová, Chiara Tarantinová, Sara Curtisová)                                                            | 1:36,92 | Spojené království (GBR) (Anna Hopkinová, Freya Andersonová, Lucy Hopeová, Medi Harrisová)                                                                        | 1:37,19 |
| 4×50 m polohový závod | Švédsko (SWE) (Louise Hanssonová, Sophie Hanssonová, Sara Juneviková, Michelle Colemanová, (r)Klara Thormalmová, (r)Emmy Hällkvistová, (r)Sofia Åstedtová) | 1:43,26 | Itálie (ITA) (Costanza Cocconcelliová, Benedetta Pilatová, Silvia Di Pietrová, Jasmine Nocentiniová, (r)Anita Bottazzová)                                 | 1:43,97 | Spojené království (GBR) (Kathleen Dawsonová, Imogen Clarková, Keanna MacInnesová, Anna Hopkinová, (r)Kara Hanlonová, (r)Laura Stephensová, (r)Freya Andersonová) | 1:44,67 |
| Mix                   | Zlato | Zlato   | Stříbro | Stříbro | Bronz | Bronz   |
| 4×50 m volný způsob   | Spojené království (GBR) (Benjamin Proud, Lewis Burras, Anna Hopkinová, Freya Andersonová, (r)Alexander Cohoon, (r)Lucy Hopeová)                           | 1:27,75 | Itálie (ITA) (Alessandro Miressi, Lorenzo Zazzeri, Jasmine Nocentiniová, Silvia Di Pietrová, (r)Leonardo Deplano, (r)Giovanni Izzo, (r)Sara Curtisová)    | 1:28,28 | Francie (FRA) (Maxime Grousset, Florent Manaudou, Charlotte Bonnetová, Béryl Gastaldellová, (r)Stanislas Huille, (r)Analia Pigréeová, (r)Pauline Mahieuová)       | 1:28,35 |
| 4×50 m polohový závod | Itálie (ITA) (Lorenzo Mora, Nicolò Martinenghi, Silvia Di Pietrová, Jasmine Nocentiniová, (r)Matteo Rivolta, (r)Federico Poggio)                           | 1:36,58 | Francie (FRA) (Mewen Tomac, Florent Manaudou, Béryl Gastaldellová, Charlotte Bonnetová, (r)Stanislas Huille, (r)Mary-Ambre Moluhová, (r)Analia Pigréeová) | 1:37,14 | Nizozemsko (NED) (Kira Toussaintová, Caspar Corbeau, Tessa Gieleová, Kenzo Simons, (r)Arno Kamminga, (r)Sean Niewold, (r)Valerie van Roonová)                     | 1:37,86 |

## Medailová bilance
V plavání se rozdělilo celkem 42 sad medailí.
| Pořadí | Stát                      |       | Muži    | Muži  | Muži  |         | Ženy  | Ženy  | Ženy    |       | Mix   | Mix     | Mix   |  | Muži + Ženy + Mix | Muži + Ženy + Mix | Muži + Ženy + Mix | Celkem |
| Pořadí | Stát                      | Zlato | Stříbro | Bronz | Zlato | Stříbro | Bronz | Zlato | Stříbro | Bronz | Zlato | Stříbro | Bronz |  |                   |                   |                   | Celkem |
| ------ | ------------------------- | ----- | ------- | ----- | ----- | ------- | ----- | ----- | ------- | ----- | ----- | ------- | ----- |  | ----------------- | ----------------- | ----------------- | ------ |
| 1.     | Spojené království (GBR)  |       | 4       | 4     | 1     |         | 4     | 4     | 5       |       | 1     | 0       | 0     |  | 9                 | 8                 | 6                 | 23     |
| 2.     | Itálie (ITA)              |       | 4       | 6     | 2     |         | 2     | 5     | 1       |       | 1     | 1       | 0     |  | 7                 | 12                | 3                 | 22     |
| 3.     | Francie (FRA)             |       | 3       | 5     | 2     |         | 4     | 4     | 3       |       | 0     | 1       | 1     |  | 7                 | 10                | 6                 | 23     |
| 4.     | Nizozemsko (NED)          |       | 2       | 0     | 3     |         | 4     | 0     | 1       |       | 0     | 0       | 1     |  | 6                 | 0                 | 5                 | 11     |
| 5.     | Švédsko (SWE)             |       | 0       | 0     | 0     |         | 4     | 1     | 2       |       | 0     | 0       | 0     |  | 4                 | 1                 | 2                 | 7      |
| 6.     | Švýcarsko (SUI)           |       | 3       | 1     | 1     |         | 0     | 0     | 0       |       | 0     | 0       | 0     |  | 3                 | 1                 | 1                 | 5      |
| 7.     | Irsko (IRL)               |       | 3       | 0     | 0     |         | 0     | 0     | 1       |       | 0     | 0       | 0     |  | 3                 | 0                 | 1                 | 4      |
| 8.     | Německo (GER)             |       | 0       | 1     | 0     |         | 1     | 1     | 0       |       | 0     | 0       | 0     |  | 1                 | 2                 | 0                 | 3      |
| 9.     | Estonsko (EST)            |       | 0       | 0     | 0     |         | 1     | 1     | 0       |       | 0     | 0       | 0     |  | 1                 | 1                 | 0                 | 2      |
| 10.    | Řecko (GRE)               |       | 0       | 0     | 3     |         | 1     | 0     | 1       |       | 0     | 0       | 0     |  | 1                 | 0                 | 4                 | 5      |
| 11.    | Rakousko (AUT)            |       | 1       | 0     | 0     |         | 0     | 0     | 1       |       | 0     | 0       | 0     |  | 1                 | 0                 | 1                 | 2      |
| 12.    | Maďarsko (HUN)            |       | 0       | 2     | 1     |         | 0     | 0     | 2       |       | 0     | 0       | 0     |  | 0                 | 2                 | 3                 | 5      |
| 13.    | Dánsko (DEN)              |       | 0       | 0     | 0     |         | 0     | 2     | 1       |       | 0     | 0       | 0     |  | 0                 | 2                 | 1                 | 3      |
| 14.    | Litva (LTU)               |       | 0       | 1     | 2     |         | 0     | 0     | 0       |       | 0     | 0       | 0     |  | 0                 | 1                 | 2                 | 3      |
| 15.    | Česko (CZE)               |       | 0       | 0     | 0     |         | 0     | 1     | 1       |       | 0     | 0       | 0     |  | 0                 | 1                 | 1                 | 2      |
| 16.    | Island (ISL)              |       | 0       | 1     | 0     |         | 0     | 0     | 0       |       | 0     | 0       | 0     |  | 0                 | 1                 | 0                 | 1      |
| 17.    | Rumunsko (ROU)            |       | 0       | 0     | 2     |         | 0     | 0     | 0       |       | 0     | 0       | 0     |  | 0                 | 0                 | 2                 | 2      |
| 17.    | Ukrajina (UKR)            |       | 0       | 0     | 2     |         | 0     | 0     | 0       |       | 0     | 0       | 0     |  | 0                 | 0                 | 2                 | 2      |
| 17.    | Belgie (BEL)              |       | 0       | 0     | 1     |         | 0     | 0     | 1       |       | 0     | 0       | 0     |  | 0                 | 0                 | 2                 | 2      |
| 20.    | Turecko (TUR)             |       | 0       | 0     | 1     |         | 0     | 0     | 0       |       | 0     | 0       | 0     |  | 0                 | 0                 | 1                 | 1      |
| 20.    | Bosna a Hercegovina (BIH) |       | 0       | 0     | 0     |         | 0     | 0     | 1       |       | 0     | 0       | 0     |  | 0                 | 0                 | 1                 | 1      |
| Celkem | Celkem                    |       | 20      | 21    | 21    |         | 21    | 19    | 21      |       | 2     | 2       | 2     |  | 43                | 42                | 44                | 129    |